# Lincoln (Montana)
Lincoln is een plaats (census-designated place) in de Amerikaanse staat Montana, en valt bestuurlijk gezien onder Lewis and Clark County.

## Demografie
Bij de volkstelling in 2000 werd het aantal inwoners vastgesteld op 1100.

## Geografie
Volgens het United States Census Bureau beslaat de plaats een oppervlakte van
47,1 km², waarvan 46,5 km² land en 0,6 km² water. Lincoln ligt op ongeveer 1384 m boven zeeniveau.

## Plaatsen in de nabije omgeving
De onderstaande figuur toont nabijgelegen plaatsen in een straal van 48 km rond Lincoln.